# Felix Großschartner
Felix Großschartner, né le 23 décembre 1993 à Wels, est un coureur cycliste autrichien. Spécialiste des courses par étapes, il a notamment remporté le Tour de Turquie en 2019 et terminé à deux reprises dans les 10 premiers du Tour d'Espagne.

## Biographie

### Jeunesse et débuts
En 2013, alors âgé de 19 ans, Felix Großschartner se fait remarquer au sein de la formation autrichienne Gourmetfein Simplon. Il termine notamment dixième du Circuit des Ardennes International et de la Course de la Paix espoirs. En 2014, il est champion d'Autriche de la montagne et troisième de l'Istrian Spring Trophy.
C'est en 2015 que le jeune coureur s'affirme, vainqueur en solitaire du Trofeo Piva, une course d'un jour réservée aux espoirs. Par la suite, il se classe huitième du Rhône-Alpes Isère Tour et meilleur grimpeur du Tour d'Autriche. Ces résultats lui permettent de s'attirer l'attention de l'équipe World Tour Tinkoff, qui l'engage comme stagiaire au mois d'août. Outre des épreuves professionnelles, Felix Großschartner participe au Tour du Frioul-Vénétie julienne, dont il remporte une étape et termine huitième du classement final. Fin 2015, il signe un contrat avec l'équipe continentale professionnelle polonaise CCC Sprandi Polkowice. 

### 2016-2017: CCC Sprandi Polkowice
Sa première saison sous ses nouvelles couleurs est marquée par deux faits d'armes principaux : en avril, il est quatrième du Tour de Croatie, puis prend la septième place du Tour de République tchèque en août.  
En 2017, il endosse un rôle de leader chez CCC Sprandi Polkowice. Régulier, il termine à nouveau quatrième du Tour de Croatie remporté par Vincenzo Nibali. Au mois de mai, il découvre les épreuves de trois semaines en participant à la 100e édition du Tour d'Italie. À l'été 2017, il se distingue à nouveau sur son tour national en prenant la troisième place. Fin septembre, il est annoncé comme une recrue de la formation World Tour allemande Bora-Hansgrohe, qui compte déjà dans ses rangs de nombreux coureurs autrichiens et dont une large partie du staff vient de l'équipe Tinkoff, qu'il avait rejointe en 2015 sous la forme d'un stage.  

### Depuis 2018: Bora-Hansgrohe

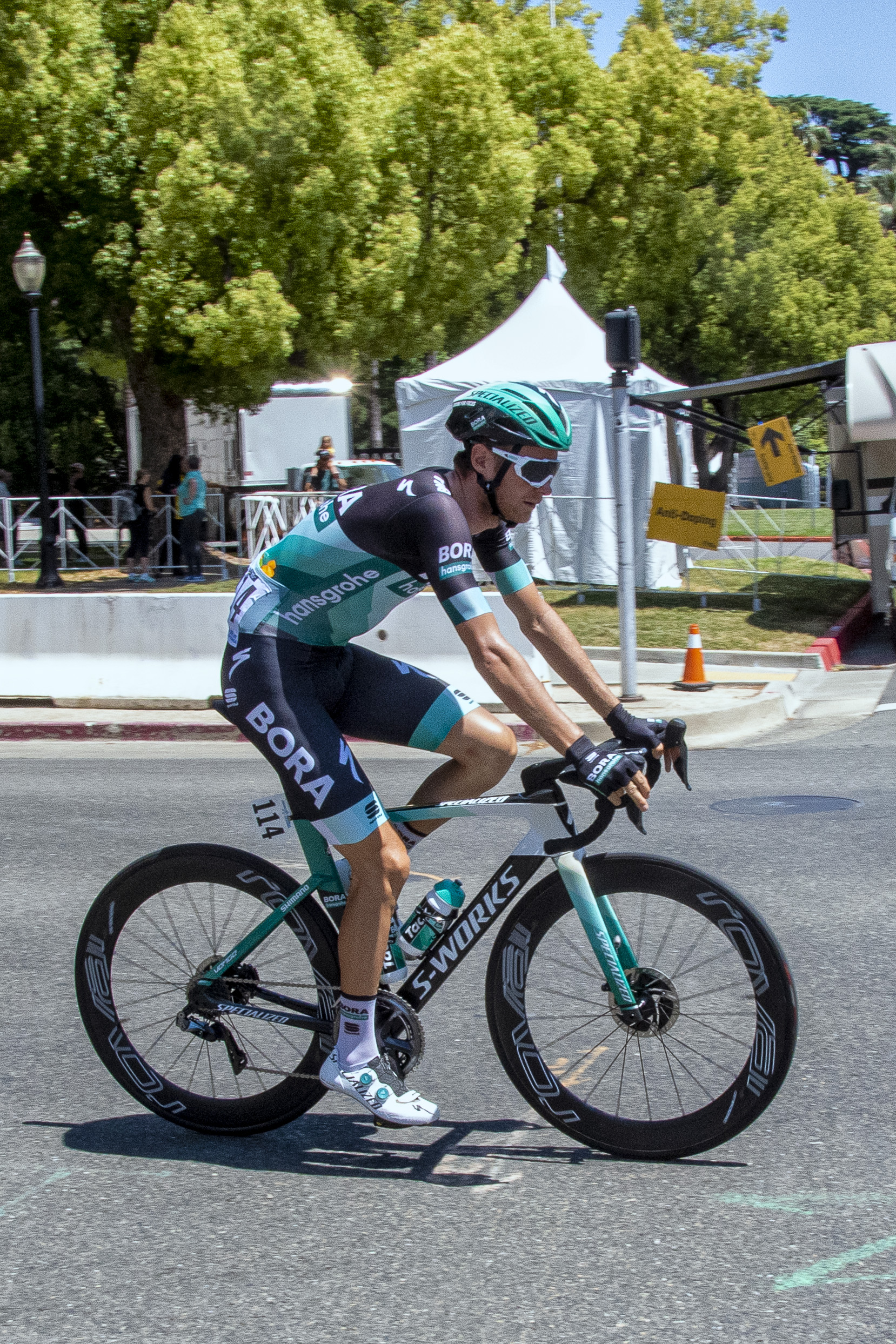
Großschartner sur le Tour de Californie 2019.

En 2018, pour ses débuts chez Bora-Hansgrohe, il obtient d'entrée une performance notable en terminant dixième de Paris-Nice. En mai, il prend la troisième place sur une étape de montagne du Tour d'Italie, qu'il termine à la 27e du classement final. En juin, il se classe deuxième du championnat d'Autriche du contre-la-montre et sur route. En fin de saison, il se classe deuxième du Tour du Guangxi, son premier podium sur une épreuve World Tour.
En 2019, après un début de saison encourageant (cinquième du Tour de San Juan et douzième de Paris-Nice), il remporte en avril son premier succès avec Bora-Hansgrohe. Lors de l'étape reine du Tour de Turquie, il distance tous les favoris, s'impose en solitaire et prend également le maillot de leader du général. Il gagne le classement général de la course, sa première victoire sur une course du World Tour. Sur sa lancée, il enchaine en terminant le mois suivant quatrième du Tour de Romandie et huitième du Tour de Californie. En deuxième partie de saison, il se classe quatrième du Tour de République tchèque, puis participe en équipier de Rafał Majka à son premier Tour d'Espagne. Fin octobre, il est cinquième du Tour du Guangxi, concluant la meilleure année de sa carrière.
Lors de la saison 2020, marquée par la pandémie de Covid-19, il se classe neuvième de Paris-Nice, juste avant l'arrêt des courses en mars. Le 28 juillet, il fait son retour à la compétition lors du Tour de Burgos. Il gagne en solitaire la première étape et porte le maillot de leader pendant un jour. Avec le calendrier modifié, fin août, il dispute en tant qu'équipier son premier Tour de France (63e du classement final), puis est désigné leader pour le Tour d'Espagne. Il termine notamment deuxième de la 10e étape, devancé dans un sprint en côte par le futur vainqueur Primož Roglič. Longtemps septième du général, Großschartner termine finalement neuvième de cette Vuelta, son meilleur classement sur un grand tour.
Son année 2021 est la moins réussie depuis son arrivée chez Bora-Hansgrohe. Il parvient néanmoins à gagner la dernière étape du Tour des Alpes, mais termine seulement 42e du Tour d'Italie. En juillet, il se classe quatrième de la Semaine cycliste italienne, puis termine dixième du Tour d'Espagne.
Il abandonne Paris-Nice 2022 à la suite d'une chute au cours de la première étape. Il y subit une fracture à une clavicule.

## Palmarès
| - 2012 - 1re étape du Tour de Szeklerland (contre-la-montre par équipes) - 2013 - Tour du Burgenland - 2014 - Champion d'Autriche de la montagne - 3e de l'Istrian Spring Trophy - 3e de l'Eröffnungsrennen Leonding - 2015 - Eröffnungsrennen Leonding - Trofeo Banca Popolare di Vicenza - 2e étape du Tour du Frioul-Vénétie julienne - 3e du championnat d'Autriche sur route espoirs - 2017 - 3e du Tour d'Autriche - 2018 - 2e du championnat d'Autriche sur route - 2e du championnat d'Autriche du contre-la-montre - 2e du Tour du Guangxi - 10e de Paris-Nice - 2019 - Tour de Turquie : - Classement général - 5e étape - 4e du Tour de Romandie - 5e du Tour du Guangxi - 8e du Tour de Californie | - 2020 - 1re étape du Tour de Burgos - 9e de Paris-Nice - 9e du Tour d'Espagne - 2021 - 5e étape du Tour des Alpes - 10e du Tour d'Espagne - 2022 - Champion d'Autriche sur route - Champion d'Autriche du contre-la-montre - 7e du Tour de Suisse - 2023 - Coupe d'Europe des Grimpeurs - 2e du Tour d'Allemagne - 3e de la Bretagne Classic - 3e du Tour de Toscane - 9e du Tour du Guangxi - 2024 - Champion d'Autriche du contre-la-montre - 3e étape de Paris-Nice (contre-la-montre par équipes) - 3e du championnat d'Autriche sur route - 2025 - Champion d'Autriche du contre-la-montre - 1re étape du Tour d'Autriche - 2e du Tour de Slovénie - 2e du championnat d'Autriche sur route |  |

## Résultats sur les grands tours

### Tour de France
3 participations 
- 2020 : 63e
- 2022 : 53e
- 2023 : 23e

### Tour d'Italie
4 participations
- 2017 : 78e
- 2018 : 27e
- 2021 : 42e
- 2024 : 31e

### Tour d'Espagne
3 participations
- 2019 : 36e
- 2020 : 9e
- 2021 : 10e

## Classements mondiaux
| Année                                 | 2012  | 2013  | 2014 | 2015 | 2016 | 2017 | 2018 | 2019 | 2020 | 2021 | 2022 | 2023 | 2024 |
| ------------------------------------- | ----- | ----- | ---- | ---- | ---- | ---- | ---- | ---- | ---- | ---- | ---- | ---- | ---- |
| UCI World Tour                        |       |       |      |      | nc   | nc   | 91e  |      |      |      |      |      |      |
| Classement mondial                    |       |       |      |      | 422e | 429e | 106e | 57e  | 111e | 238e | 201e | 101e | 211e |
| UCI Europe Tour                       | 1187e | 1200e | 437e | 148e | 306e | 270e | 194e | 45e  | 94e  | 203e | 164e | 82e  | nc   |
| UCI Asia Tour                         | nc    | nc    | nc   | nc   | nc   | nc   | 437e |      |      |      |      |      |      |
|                                       |       |       |      |      |      |      |      |      |      |      |      |      |      |
| Légende : nc = non classéSource : UCI |       |       |      |      |      |      |      |      |      |      |      |      |      |

## Distinctions individuelles
- Cycliste autrichien de l'année : 2020[9]